# 大竹タモツ
大竹 タモツ（おおたけ たもつ、生没年不詳）は、戦前から戦後にかけて活躍した日本の喜劇俳優、コメディアン。主に自らの一座を率いて活動した。門下生にボーイズの元祖「あきれたぼういず」の坊屋三郎、益田喜頓、芝利英がいる。本名・大竹保。

## 来歴
戦前の1933年（昭和8年）12月、大阪松竹座のアトラクションとして自らが率いる「オオタケ・フォーリーズ」を旗揚げ。漫画の舞台化をモットーとし、泥臭いながら気の利いたナンセンス劇をやっていたという。益田喜頓、芝利英がいたのはこの時期である。
その後、市川右太衛門プロダクションでの映画出演を経て上京。浅草の常盤座や昭和座を経て、吉本興業（東京吉本）に入る。1936年（昭和11年）6月から「オオタケ・フォーリーズ」のユニットで浅草花月劇場に出演。初出演時の演目は、小山田三四郎脚色「雁太郎街道」であった。坊屋三郎が芝利英と合流したのはこの時期である。
しかし、1937年（昭和12年）4月から浅草花月の実演は「吉本ショウ」のみとなり、演目から「オオタケ・フォーリーズ」は消滅する。大竹は単身「吉本ショウ」の俳優として活躍し、中村是好の代役などを務める傍ら、横浜花月劇場などでの地方巡業では、白河夜舟、牧昇二、竹中良一、壱岐メリーらと「オオタケ・フォーリーズ」でボーイズ風コントを演じていた。
1939年（昭和14年）5月、「あきれたぼういず」と共に新興キネマ演芸部へ移籍。1942年（昭和17年）の戦時統合で新興キネマが大都映画と合併したことから、東京吉本へ復帰する。
戦後、東京吉本が演芸事業から一時撤退したため、フリーとなる。以後は「漫画座」と称するファミリー4人組を結成してコントを演じ、新宿の松竹文化演芸場が閉館する1962年頃まで活躍していた。初期のテレビドラマにも多く出演しており、『快傑ハリマオ』『隠密剣士』では敵役を演じていたが、晩年は消息不明であった。
戦前の新聞や雑誌の記事では、1902年頃（明治35年）、長野県に生まれたとされている。

## 出演作品

### 映画
- お江戸紳士録（1934年、市川右太衛門プロダクション）
- 中仙道を行く退屈男（1935年、市川右太衛門プロダクション） - 早足の三次 役
- 中仙道を行く退屈男 後篇 十万石を裁く退屈男（1935年、市川右太衛門プロダクション） - 早足の三次 役
- 笑う地球に朝が来る（1940年、南旺映画）

### テレビ
- 快傑ハリマオ（1960年、NTV / 宣弘社プロダクション） - 陳秀明 役
  - 第1部「魔の城」
  - 第2部「ソロ河の逆襲」
  - 第3部「アラフラの真珠」
- 隠密剣士（TBS / 宣弘社プロダクション）
  - 第3部「忍法伊賀十忍」第10話、第11話（1963年） - 伊賀忍者・鬼眼道願 役
  - 第9部「傀儡忍法帖」（1964年） - 傀儡忍者の頭領・黒風堂幻心 役